# Скориківська сільська територіальна громада
Скориківська сільська громада — територіальна громада в Україні, в Тернопільському районі Тернопільської области. Адміністративний центр — с. Скорики.
Площа громади — 265,0 км², населення — 8348 осіб (2020).
Утворена 29 липня 2015 року шляхом об'єднання Воробіївської, Кошляківської, Пальчинської, Скориківської, Терпилівської сільських рад Підволочиського району. 
19 липня 2020 року в результаті адміністративно-територіальної реформи та ліквідації Підволочиського району, увійшла до складу новоствореного Тернопільського району.

## Населені пункти
У складі громади 23 села:
- Воробіївка
- Гнилиці
- Гнилички
- Голотки
- Голошинці
- Гущанки
- Климківці
- Козярі
- Кошляки
- Лисичинці
- Лозівка
- Медин
- Нове Село
- Ободівка
- Пальчинці
- Пеньківці
- Просівці
- Скорики
- Сухівці
- Терпилівка
- Токи
- Шельпаки
- Щаснівка